# 이율배반
이율배반(二律背反)은 논리적으로도 사실적(事實的)으로도 동등한 근거가 성립하면서 양립할 수 없는 모순된 두 명제의 관계를 뜻한다.
1. '세계는 시간적으로도 시초가 있으며 공간적으로도 한정된 것이다.'
2. '세계는 시간적으로도 공간적으로도 무한이다.'

이것은 칸트가 내세운 유명한 이율배반의 하나이다.
이율배반을 정밀하게 검토하면 양자가 모두 일면에서만 옳은 경우가 많으며, 또한 드물게는 그 한편이나 양편이 모두 그릇된 경우도 있다.

## 참고 문헌
- 이 문서에는 다음커뮤니케이션(현 카카오)에서 GFDL 또는 CC-SA 라이선스로 배포한 글로벌 세계대백과사전의 내용을 기초로 작성된 글이 포함되어 있습니다.